# Station Mangkang
Mangkang is een spoorwegstation in de Indonesische provincie Midden-Java.